# Ministero dell'istruzione e del merito
Il Ministero dell'istruzione e del merito (MIM) è un dicastero del governo italiano. È preposto alla funzione dell'istruzione e dell'educazione della gioventù del Paese, con speciale riferimento al sistema scolastico statale. Il ministero si occupa, peraltro, di verificare che il diritto-dovere all'istruzione dei cittadini, nonché l'obbligo scolare, siano rispettati anche qualora l'insegnamento fosse impartito presso una scuola privata oppure un istituto di istruzione a carattere religioso (scuola confessionale).
L'attuale ministro è Giuseppe Valditara, in carica dal 22 ottobre 2022.

## Storia
Esistente già dal 1861 col Governo Cavour IV, fu soppresso il 12 settembre 1929 dal Governo Mussolini, che lo sostituì col Ministero dell'educazione nazionale. La denominazione venne mantenuta fino al 29 maggio 1944 dal Governo Badoglio II, che riportò il dicastero alla denominazione originaria, quale Ministero della pubblica istruzione. Esso rimase immutato anche dopo che il 14 dicembre 1974, ad opera del Governo Moro IV, fu creato il Ministero per i beni culturali ed ambientali, che raccolse alcune delle competenze e funzioni prima spettanti al Ministero della pubblica istruzione, nonché ad altri dicasteri; il primo titolare della nuova struttura ministeriale fu Giovanni Spadolini.
Per scorporo del Ministero della pubblica istruzione, nacque anche, nel 1988, il Ministero dell'università e della ricerca scientifica e tecnologica. Il Ministero della pubblica istruzione fu poi sciolto, assieme al Ministero dell'università e della ricerca scientifica e tecnologica, in ottemperanza alla riforma Bassanini del d.lgs. n. 300/1999, attuata dal Governo Berlusconi II e Berlusconi III affinché le sue strutture confluissero dapprima nel Ministero della pubblica istruzione, dell'università e della ricerca scientifica e tecnologica, dal Governo Prodi I e successivamente nel Ministero dell'istruzione, dell'università e della ricerca, noto con l'acronimo MIUR (governi Berlusconi II e Berlusconi III).
Il Ministero della pubblica istruzione è stato, quindi, ricostituito (assieme al Ministero dell'università e della ricerca) il 17 maggio 2006 dal Governo Prodi II per scorporo dal MIUR; il 7 maggio 2008, il Governo Berlusconi IV ha reincorporato i due dicasteri nel MIUR, in attuazione della legge finanziaria 2008, nº 244/2007, che ritornava alla configurazione originaria della riforma Bassanini.
In seguito alle dimissioni del Ministro Lorenzo Fioramonti, il Governo Conte II approva il decreto-legge n. 1 del 2020, con il quale viene soppresso il Ministero dell'Istruzione, dell'Università e della Ricerca con contestuale istituzione del Ministero dell'Istruzione (MI) e del Ministero dell'Università e della Ricerca (MUR).
Con la formazione del Governo Meloni, il Ministero dal 4 novembre 2022 è denominato Ministero dell'Istruzione e del Merito (MIM).
Originariamente, il Ministero competente per l'istruzione era la struttura amministrativa principale nell'esercizio delle funzioni attinenti al coordinamento, all'indirizzo ed alla gestione del servizio dell'istruzione e della relativa attività amministrativa; dopo l'introduzione dell'autonomia scolastica, le singole "Istituzioni scolastiche", istituite nel 1999, si sono affiancate alla struttura ministeriale nell'ambito degli apparati amministrativi con una competenza per il settore dell'istruzione, modificando il modello statale ed accentrato introdotto dal legislatore del 1861, con la riforma realizzata da Casati.

## Organizzazione
Il Ministero è articolato, a livello centrale, negli Uffici di diretta collaborazione del Ministro e nei seguenti dipartimenti:
Dipartimento per il sistema educativo di istruzione e formazione, articolato nei seguiti Uffici di livello dirigenziale generale:
1. Direzione generale per gli ordinamenti scolastici, la valutazione e l'internazionalizzazione del sistema nazionale di istruzione;
2. Direzione generale per il personale scolastico;
3. Direzione generale per lo studente, l'inclusione e l'orientamento scolastico;
4. Direzione generale per i fondi strutturali per l'istruzione, l'edilizia scolastica e la scuola digitale;

Dipartimento per le risorse umane, finanziarie e strumentali, articolato nei seguiti Uffici di livello dirigenziale generale:
1. Direzione generale per le risorse umane e finanziarie;
2. Direzione generale per i sistemi informativi e la statistica;
3. Direzione generale per la progettazione organizzativa, l'innovazione dei processi dell'amministrazione, la comunicazione e i contratti.

Il Ministero è articolato, a livello periferico, negli Uffici scolastici regionali:
- Uffici scolastici regionali di livello dirigenziale generale: Ufficio scolastico regionale per l'Abruzzo. Ufficio scolastico regionale per la Calabria, Ufficio scolastico regionale per la Campania, Ufficio scolastico regionale per l'Emilia-Romagna, Ufficio scolastico regionale per il Friuli-Venezia Giulia, Ufficio scolastico regionale per il Lazio, Ufficio scolastico regionale per la Liguria, Ufficio scolastico regionale per la Lombardia, Ufficio scolastico regionale per le Marche, Ufficio scolastico regionale per il Piemonte, Ufficio scolastico regionale per la Puglia, Ufficio scolastico regionale per la Sardegna, Ufficio scolastico regionale per la Sicilia, Ufficio scolastico regionale per la Toscana, Ufficio scolastico regionale per il Veneto.
- Uffici scolastici regionali di livello dirigenziale non generale: Ufficio scolastico regionale per la Basilicata, Ufficio scolastico regionale per il Molise, Ufficio scolastico regionale per l'Umbria.

## Sistema d'istruzione e formazione
Il sistema d'educazione e formazione italiano, dipendente da tale dicastero, è suddiviso secondo il seguente schema:
- scuola dell'infanzia e primo ciclo di istruzione: obbligatorio a partire dalla scuola primaria e con una durata complessiva di otto anni, che comprende la scuola primaria (già scuola elementare) e la scuola secondaria di primo grado (già scuola media inferiore);
- istruzione degli adulti, a cui sono preposti i centri provinciali per l'istruzione degli adulti (CPIA), istituzioni scolastiche a tutti gli effetti;
- secondo ciclo di istruzione, articolato in due tipologie di percorsi formativi:
  - scuola secondaria di secondo grado (già scuola media superiore), la cui durata è di cinque anni e che comprende licei, istituti tecnici e professionali;
  - percorsi triennali e quadriennali di istruzione e formazione professionale (IeFP), di competenza regionale.

Sono, inoltre, sottoposti al coordinamento del Ministero dell'istruzione:
- il sistema integrato di educazione di istruzione dalla nascita fino a sei anni di cui al decreto legislativo n. 65 del 2017;
- gli istituti tecnici superiori (ITS).

## Italiani all'estero
Per l'istruzione degli italiani all'estero, con particolare riferimento ai figli di personale italiano in servizio stabile ovvero prolungato presso una missione, ambasciata, rappresentanza consolare o ufficio di rappresentanza, sono anche organizzate delle sedi di scuola estera.

## Figure professionali
Il ministero annoverava fra i suoi dipendenti alcune figure peculiari: il provveditore agli studi, funzionario ministeriale a capo del provveditorato; il capo d'istituto, che sino al 2000 con l'istituzione della figura del dirigente scolastico a seguito dell'emanazione della legge sull'autonomia scolastica, apparteneva ai ruoli di preside, preposto a dirigere scuole secondarie di primo o secondo grado, oppure di direttore didattico, posto al vertice delle scuole primarie. Tra le figure apicali troviamo anche il Direttore dei Servizi Generali e Amministrativi (D.S.G.A.) che assicura il corretto adempimento delle pratiche amministrative, contabili e burocratiche degli Istituti scolastici.
Inoltre il ministero disponeva del personale amministrativo, del corpo docente, del personale di servizio alle strutture e di una quota di personale sanitario.

## Elenco dei ministri dell'istruzione
- Ministri della pubblica istruzione del Regno d'Italia (1861-1946);
- Ministri della pubblica istruzione della Repubblica Italiana (1946-2001; 2006-2008; dal 2020);
- Ministri dell'istruzione, dell'università e della ricerca della Repubblica Italiana (2001-2006; 2008-2020).

Gli elenchi comprendono il nominativo dei ministri dell'Istruzione dal 1946, col Governo De Gasperi II, sino al suo accorpamento nel 2014. Non sono ricompresi i nomi dei Ministri dell'Università, che ressero il Ministero dell'università e della ricerca scientifica e tecnologica dal 1988, anno della sua istituzione da parte del governo De Mita.